# La peccatrice (film 1931)
La peccatrice (The Good Bad Girl) è un film del 1931 diretto da Roy William Neill, che si basa sull'omonimo romanzo di Winifred Van Duzer, pubblicato a New York nel 1926.

## Produzione
Le riprese del film, prodotto dalla Columbia Pictures, durarono dal 26 marzo al 15 aprile 1931.

## Distribuzione
Il copyright del film, richiesto dalla Columbia Pictures Corp., fu registrato il 21 maggio 1931 con il numero LP2248. Distribuito dalla Columbia Pictures, il film fu presentato in prima a New York il 14 maggio 1931.